# 國家安全會議
，（中国大陆和澳門简称国安委、香港和台湾简称國安會），是國家安全機關，屬於政府行政部門一部份，其職責是協調涉於國家安全之政策，並給予國家元首、政府首腦或最高領導人在國家安全政策方面之建議。
國家安全會議由國家安全顧問及來自外交部、國防部、情報單位、执法單位及其他相關政府機關的首席主管組成，其功能及責任在戰略領域部份對主權國家而言是相當重要的。
部分國家安全會議是軍政府新成立或保留下來的，也有些是國家於危機時成立的，而這些機關都是過度且短暫的，不同於其他政府機關是依照組織法成立的。亦有部分國家安全機構不隸屬任何政府機構，例如中華人民共和國的中央國家安全委員會，屬於中國共產黨機構，由總書記領導，向中央政治局負責。香港和澳門的維護國家安全委員會向中華人民共和國國務院負責，由其行政長官領導，另設有中央人民政府委派的「國家安全事務顧問」。

## 类似機構
| 国家/地区      | 国家安全部门                            |
| -------------- | --------------------------------------- |
| 美国           | 美国国家安全委员会                      |
| 中华人民共和国 | 中央国家安全委员会                      |
| 澳門特別行政區 | 澳門特別行政區維護國家安全委員會        |
| 香港特別行政區 | 香港特別行政區維護國家安全委員會        |
| 中華民國       | 國家安全會議                            |
| 苏联 / 俄羅斯  | 苏联国家安全委员会 / 俄羅斯聯邦安全會議 |
| 白俄羅斯       | 白俄羅斯共和國國家安全委員會            |
|                | 吉尔吉斯斯坦国防安全委员会              |
|                | 哈萨克斯坦安全委员会                    |
| 土耳其         | 土耳其國家安全委員會                    |
| 乌克兰         | 乌克兰国家安全与国防事务委员会          |
| 英国           | 英国国家安全委员会                      |
| 日本           | 國家安全保障會議                        |
|                | 國家安全保障會議                        |
| 塞爾維亞       | 塞尔维亚共和国国家安全委员会            |